# Algrafie
Algrafie je grafická technika tisku z plochy, která využívá specifických vlastností preparované hliníkové desky. Tvoří přechod mezi kamenotiskem a ofsetem a slouží jako levnější náhrada litografie.

## Historie

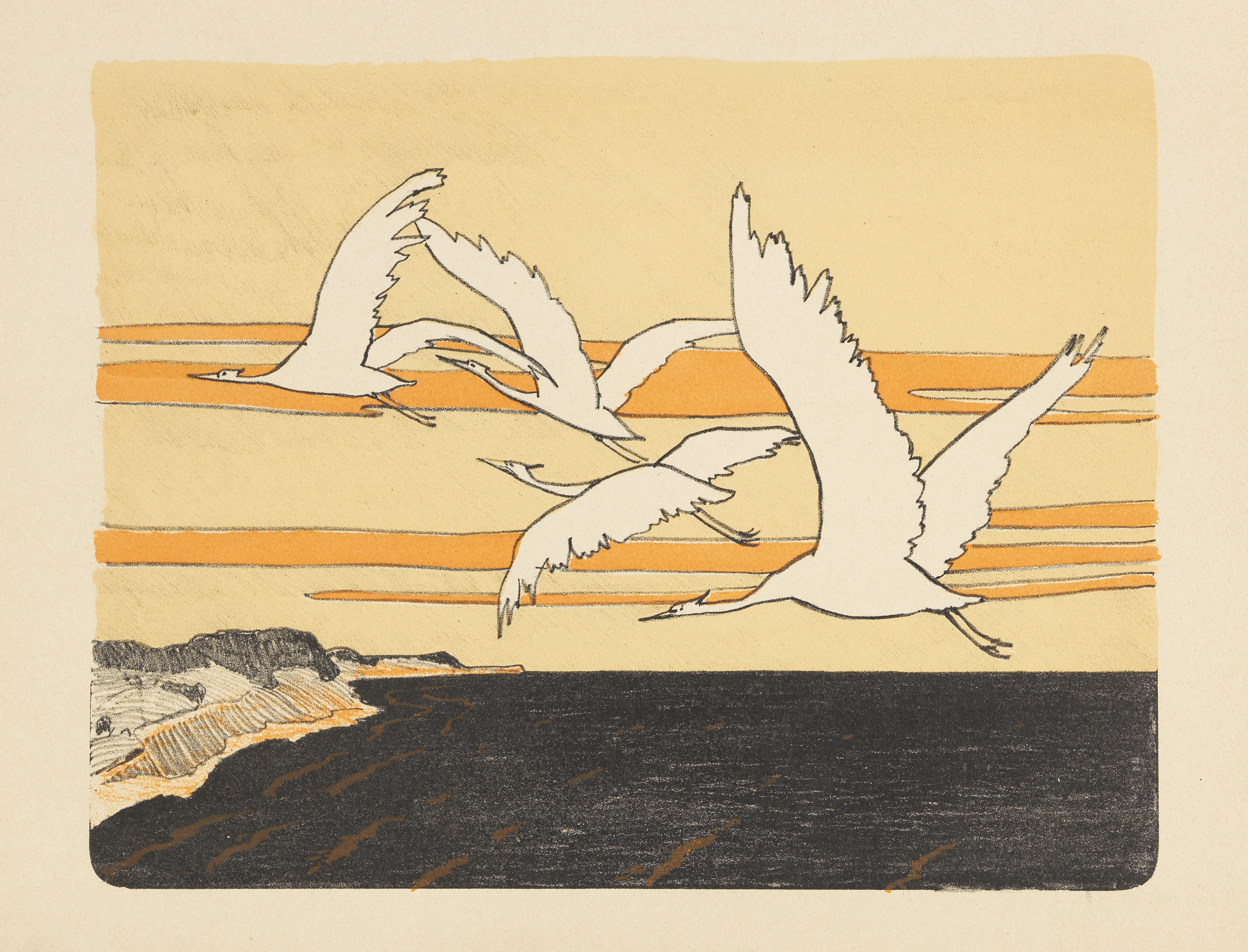
Walter Leistikow, barevná algrafie, 1898

Techniku tisku z kovového štočku zveřejnil již objevitel litografie Alois Senefelder ve svém spise Učebnice kamenotisku (Lehrbuch der Steindruckerei, Mnichov 1818). Možnost použití hliníkových desek objevil roku 1890 německý grafik Karl Scholz a nechala si ji patentovat firma Joseph Scholz v Mohuči roku 1892/1893. Náhrada těžkých litografických kamenů lehkým hliníkem umožnila grafikům používat tisk z plochy ve vlastním ateliéru. Algrafii užíval např. Paul Gauguin.

## Postup
Technika je v zásadě shodná s litografií a využívá toho, že preparovaný povrch hliníku dobře přijímá mastnou litografickou barvu nebo mastnou křídu. Hliníková deska se ozrní ocelovými kuličkami a zbaví oxidů 10% roztokem kyseliny sírové. Původní postup užíval 20% kyselinou fosforečnou nebo kyselinou fluorovodíkovou a bělavou sraženinu odstraňoval kamencem. Roku 1896 společnost „Cornwall Printing Press, New York, začala užívat pro preparaci hliníkových desek lázně 20% kyseliny dusičné a přísadu 2% kyseliny fluorovodíkové, aby dosáhla jednotné velikosti zrna.
Kresbu lze na desku přenést i z tenkého pauzovacího papíru. Je možno použít také koláž, frotáž, fotografii, typografický a rastrový obrázek.
Po nanesení kresby se povrch desky ošetří slabým roztokem kyseliny fosforečné a vodným roztokem arabské gumy. S deskou je třeba zacházet opatrně, protože mastné šmouhy nelze opravit vyškrabáním a pro dokreslení je třeba desku znovu odkysličit.
Tisk se provádí v litografickém lisu. Je třeba vyzkoušet správný tlak, protože při nadměrném tlaku se kresba zesiluje.
Allgrafie je vhodná pro strojový tisk a oproti litografii poskytuje až téměř 200 000 otisků z jedné matrice.